# یاماتو-ئه

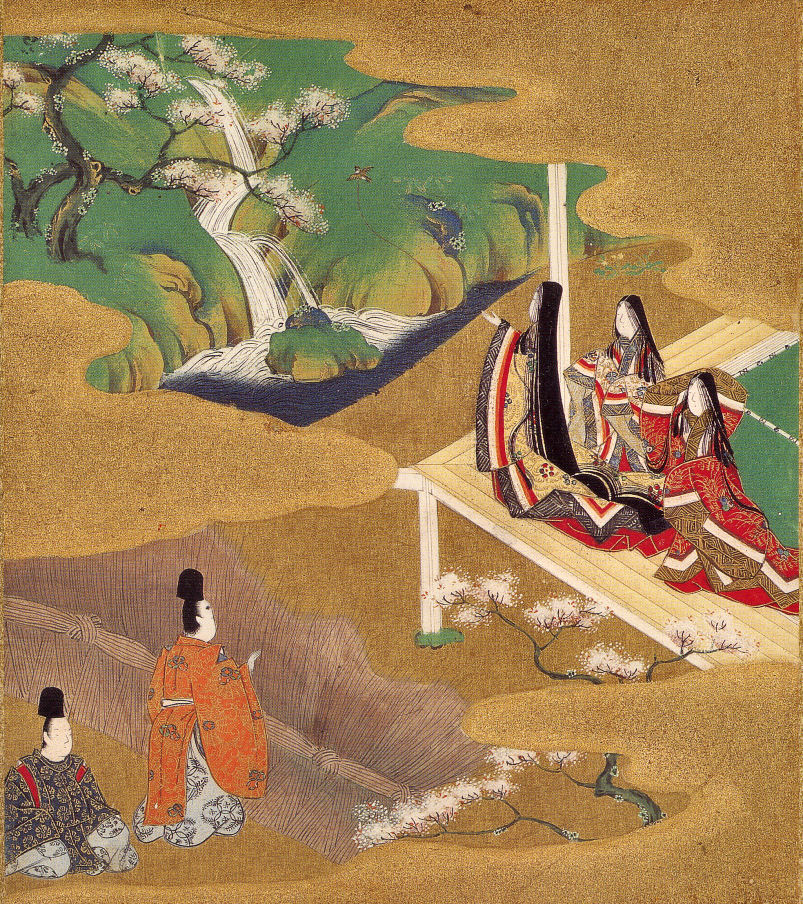
صحنه ای از داستان گنجی اثر توسا میتسوئوکی، از احیای سبک مکتب توسا در قرن هفدهم

یاماتو-ئه (به ژاپنی: 大和絵 Yamato-e)، سبکی از نقاشی ژاپنی (⎘ نقاشی ژاپنی) با الهام از نقاشی دودمان تانگ است که به‌طور کامل در اواخر دوره هی‌آن توسعه یافته است. این سبک کلاسیک ژاپنی در نظر گرفته می‌شود. از دوره موروماچی (قرن پانزدهم)، اصطلاح یاماتو-ئه برای تمایز کار از نقاشی‌های سبک چینی معاصر کارا-ئه kara-e (唐絵) که از سیاه‌قلم ادیبان دودمان یوآن و دودمان سونگ الهام گرفته بود، استفاده شده است.